# Бережки (Конаковский район)
Бережки́ — деревня в Конаковском районе Тверской области. Входит в состав Козловского сельского поселения.

## География
Деревня находится в юго-восточной части Тверской области, на правом берегу реки Лама, на расстоянии примерно 50 км (по прямой) к юго-западу от города Конаково, административного центра района.

### Часовой пояс
Деревня Бережки, как и вся Тверская область, находится в часовой зоне МСК (московское время). Смещение применяемого времени относительно UTC составляет +3:00.

## История
Впервые упоминается в 1624 году. В 1859 году в деревне Клинского уезда Московской губернии насчитывалось 18 дворов, проживало 154 человека.

## Население
| 2008 | 2010 |
| ---- | ---- |
| 4    | ↘0   |

### Национальный состав
Согласно результатам переписи 2002 года, в национальной структуре населения русские составляли 100 % из 10 чел.